# Basarabeasca
Basarabeasca est une petite ville de Moldavie, frontalière de l'Ukraine, située dans la région historique du Boudjak, en Bessarabie d'où vient son nom. Elle a une population d'environ 12 000 habitants en 2002 et de 9 015 en 2012.

## Histoire
Depuis 1812 la Bessarabie est une province de l'empire des Tzars, qui cherche à marginaliser les autochtones moldaves en peuplant sa nouvelle conquête de colons de diverses origines. L'Empire leur offre des terres, et dans cette région du Boudjak, il en vient de toute la Russie, d'Ukraine, d'Allemagne et même de Suisse. Parmi les colons, des agriculteurs Juifs de Podolie fondent ici en 1849 un shtetl (littéralement « petite ville », diminutif du yiddish שטאָט - shtot, de l'allemand Stadt) sous le nom d'origine « Romanovka » (Romanówka/Романовка) en l'honneur de la dynastie russe des Romanov, après que le tzar Nicolas Ier eut promulgué un oukaze à cet effet.
Après l'abolition de la propriété de la terre pour les Juifs vingt ans plus tard, de nombreux agriculteurs perdent leur moyen de subsistance : certains émigrent, d'autres se tournent vers la viticulture, le commerce, l'artisanat et les métiers ferroviaires ou du bois, car « Romanovka » devient dans les années 1870 un nœud de chemins de fer et voit s'ouvrie une gare, s'y installer des scieries et une fabrique de meubles. Lors du recensement de 1897 vivaient dans le shtetl de « Romanovka » 1 625 personnes, dont 1 150, soit 71 % étaient Juifs. Lorsqu'en 1918 la République démocratique moldave s'unit à la Roumanie, le village reçoit le nom de « Românești ». Au recensement de 1930, la bourgade compte 5 600 habitants, moitié juifs, moitié chrétiens.
Après qu'en juin 1940 l'URSS ait occupé le pays, la Bessarabie est partagée entre les républiques soviétiques de Moldavie et d'Ukraine : la limite entre les deux passe à travers la bourgade. Les moldaves de la région sont persécutés et en partie déportés, tandis que la plus grade partie des Allemands sont rapatriés de force dans l'Allemagne nazie en application du protocole secret du pacte Hitler-Staline. Un an après, lors de l'attaque de l'Axe contre l'URSS, le gouvernement roumain devenu fasciste accuse en bloc les Juifs bessarabiens d'avoir soutenu l'occupant stalinien, et à « Românești » comme ailleurs, la plupart sont déportés en Transnistrie (en fait, la Podolie ukrainienne, occupée par la Roumanie) d'où bien peu purent revenir en vie après le retour des autorités soviétiques l'été 1944.
Après la guerre, la famine de 1946-1947 contribue encore plus à réduire la population. En septembre 1957, pour créer la ville de « Bessarabka », la limite moldo-ukrainienne est déplacée de quelques rues vers le sud-est et le village de « Romanovka » entier est fusionné avec celui, déserté, de « Heinrichsdorf » (en roumain Bojoga-Carabeteni, encore habité par 273 allemands au recensement 1943). « Bessarabka », en roumain Basarabeasca, se développe rapidement dans les années 1960 et 1970 : ce sont surtout des russes et des ukrainiens qui repeuplent la localité, tandis que les juifs survivants émigrent vers Odessa et de là, vers l'Occident ou vers Israël. Elle est aujourd'hui peuplée par un tiers d'autochtones moldaves, et aux deux-tiers par des russes, des ukrainiens, des bulgares et des gagaouzes.